# ベルベラ
ベルベラ（ソマリ語: Barbara, 英語: Berbera, アラビア語: بربرة）は、ソマリア北部の港町。人口は約20万人。アデン湾に面しており海上交通の要衝である。海の無いエチオピアの輸出港であり、またソマリランドのメインの貿易港である。
現在はソマリランド共和国が実効支配し、サヒル州の州都に定めている。大型船の港湾施設として1969年に整備され、現在もソマリランドの商用港湾として重要。

## 歴史
ベルベラは1世紀にギリシャの商人が書いた『エリュトゥラー海案内記』にマラオ (Malao) として登場する。そこには「アヴァリテスの次に位置する商業都市であり、800スタディアの距離にある。停泊地は開放されているが、東は風除けで保護されている。住民は友好的である。ここが輸入している品は他と大差なく、アルシノエ産のさまざまなチュニック、外套、染料、食器、銅箔、鉄、金、銀の硬貨などである。輸出している品は没薬、乳香、シナモン、インドの樹脂、メースなどで、それらの産地はアラビアである。奴隷も輸出されるが量は少ない」と解説されている。
9世紀の唐の学者段成式は863年の著作『酉陽雑俎』の中でベルベラを「撥拔力国」（Bobali）として紹介し、奴隷、象牙、龍涎香の貿易が行われていると解説されている。ベルベラは13世紀のアラブの地理学者も記述している。
16世紀の始め、ポルトガルのインド総督アフォンソ・デ・アルブケルケは「アデン湾を支配するならベルベラやゼイラよりも断然アデンが良い」と述べている。しかしアルブケルケのアデンへの攻撃は1513年に失敗に終わっている。
1518年にはポルトガルの提督アントニオ・デ・サルダーニャがこの地を支配している。なお、昔のベルベラについて「アントニオ・デ・サルダーニャのエピソードを除き、18世紀以前のベルベラについてほとんど何も分かっていない」という研究家もいる。
1546年、オスマン帝国はベルベラを含めた今日のソマリアの北西部に当たる部分を占拠した。その際にはゼイラがこの地区の行政中心地とされた。
それから17世紀まで、ベルベラは10月から4月までの交易所として有名になり、アフリカ東部海岸で最も重要な商業都市のひとつとなった。ソマリ族の大氏族の一つイサックが、ハラール、ハウドなどから集まり、またインドのヴァイシャもポルバンダル、マンガロール、ムンバイから集まった。この取引はヨーロッパの干渉を防ぐため、ヨーロッパ人に秘密裏に行われたとも言われる。

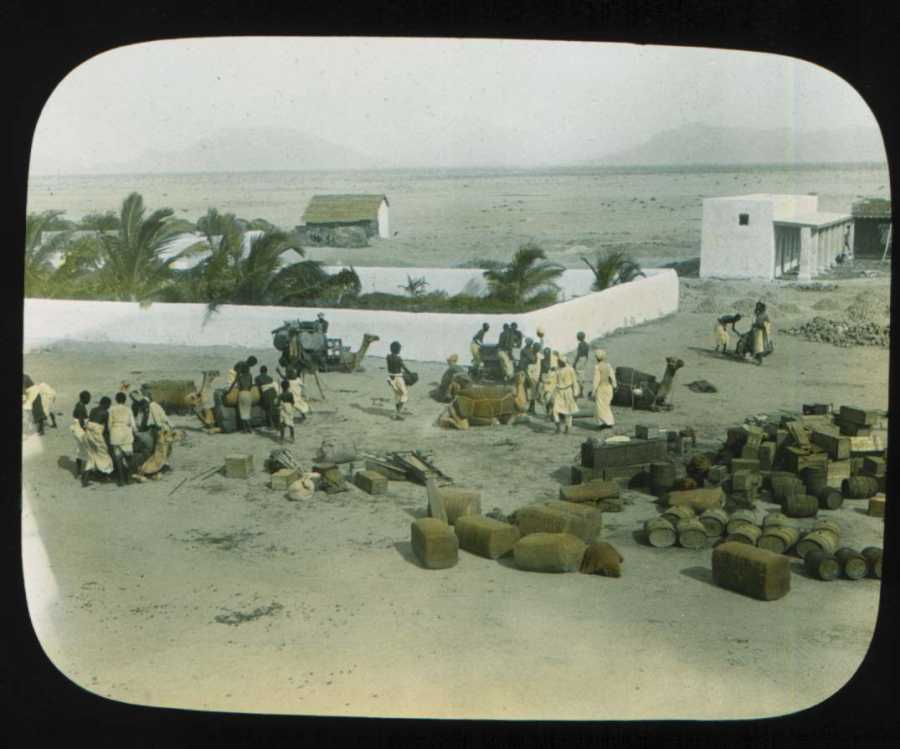
ベルベラから出発する探検隊（1896年）

イギリスの探検家リチャード・フランシス・バートンはベルベラに2度寄航した。2度目の訪問時の最中である1855年4月19日、バートンらの宿営地を数百のソマリ兵が襲い、バートン自身はアデンに逃れたものの、仲間が1名死亡している。それでもバートンはこの都市の重要性を認識しており、「ベルベラは紅海沿岸で東アフリカ交易に最も重要な場所であり、スエズからグアルダフィ岬の間で唯一安全な場所である。郊外には農業可能な土地もあり、丘は松などの木で覆われている。気候は比較的過ごしやすく、気候はモンスーンの気配がある。そのため、この港は多くの外国勢力が狙ってきた。今はイギリスが活動するチャンスであり、この機会を逃せば別の国もこの地を見逃しはしないだろう」と語っている。
この意見に先見の明があったことは遠からず証明された。1875年、エジプトにより、オスマン帝国側勢力による統治が再確立した。しかし、エジプトはスーダンで起こったマフディー戦争に注力するため、1884年に駐留軍を引き上げている。代わりにイギリス軍が駐留し、1940年にイタリアに一時占領されるまで、イギリス領ソマリランドの主要港、冬季の行政中心地となった。
1980年8月、ベルベラの軍事施設利用を条件に、アメリカからソマリアに5300万ドルの経済援助、4000万ドルの軍事援助をする合意がなされている。
1991年のソマリア内戦では、ベルベラで有力氏族のイサックとその他の氏族との間で対立が起こり、その解決の動きがソマリランド建国のきっかけの一つとなっている。

## 地理
ベルベラは、2000年の人口は約10万人である。気候は非常に乾燥しており暑い。雨季もある。町の郊外は砂漠か半砂漠であり、夏の気温は50℃にも上る。そのため、多くの住民は夏季にはもっと内陸の都市に住む。

## 交通

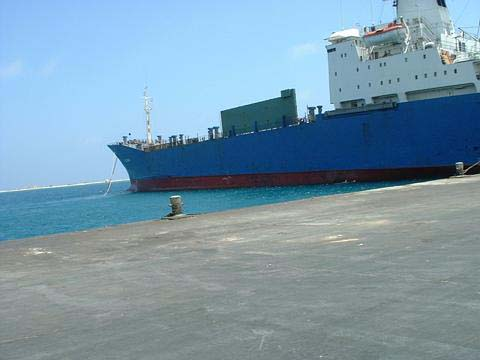
ベルベラ港に停泊する船

ベルベラはハルゲイサ、ブラオと主要道路で直結している。空港もある。ベルベラから輸出されるのはヒツジ、アラビアガム、乳香、没薬である。取引先は240キロメートル先の対岸にあるイエメンのアデンである。ベルベラにはソマリア内戦前にソビエト連邦が作った軍港があり、後にアメリカ軍が使用した。現在は商業港となっている。
1993年のエリトリア分離独立以降、ベルベラはエリトリアに代わるエチオピアの貿易港として発展し、ソマリランドの主な外貨収入源となった。1970年代中頃にソビエト連邦が作ったベルベラ空港は滑走路が長くアフリカ最長であり、1980年代にはアメリカのNASAがスペースシャトル用の緊急着陸空港に指定している。

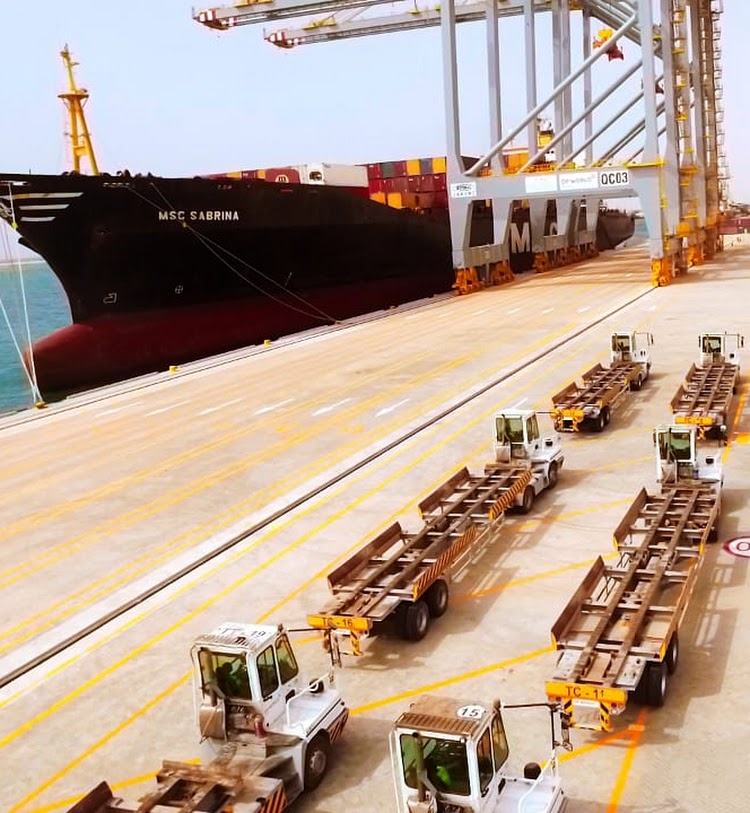
ベルベラ港ソマリランド市、エリアにはコンテナ用の大きな収容力があります

### 港湾
アデン湾南岸では唯一の暴風避け設備がある港湾である。港湾設備は年々拡大の一途を辿っている。
ベルベラ港はドバイに本社を置くDP World社が管理しており、総額4億4200万ドルの港湾拡大投資を行っている。2021年６月下旬、港の貨物取扱数を３倍以上に拡大するコンテナ港拡張工事が完了した。ジブチに代わるエチオピア他アフリカ内陸への輸送拠点として期待されている。

## 史跡
ベルベラにはオスマン帝国時代に作られたオスマン建築の建造物が数多く残っている。ただしこれらは遺跡であり、人が入ることも少ない。ベルベラはバーレ大統領の時代にソマリア軍に爆撃されたが、これらの遺跡は残った。

## ギャラリー

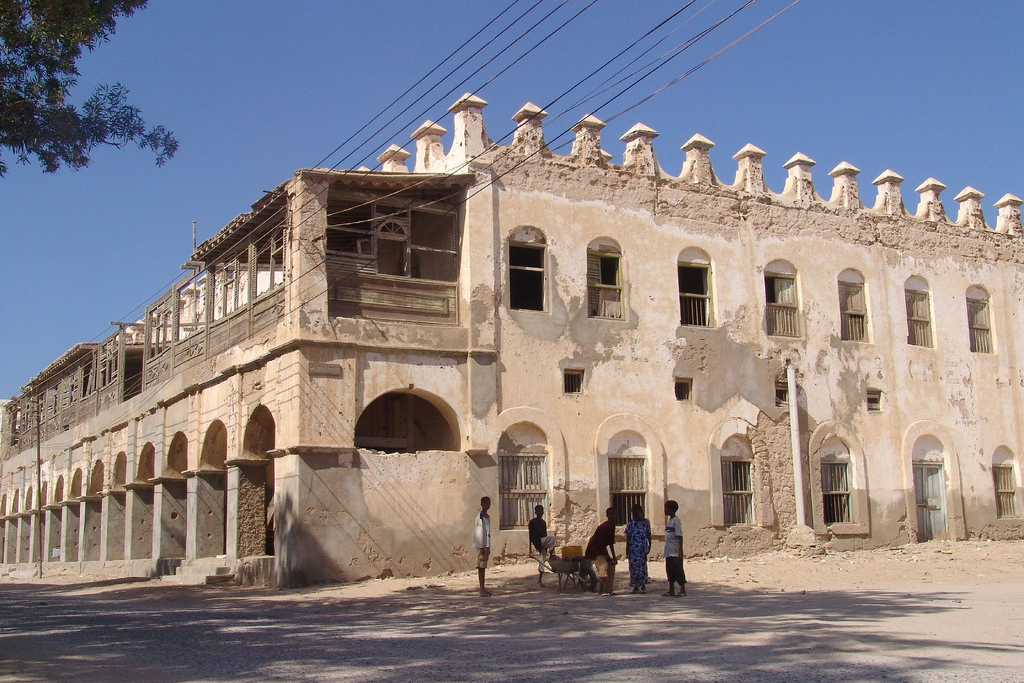
2005年に撮影されたベルベラの建物
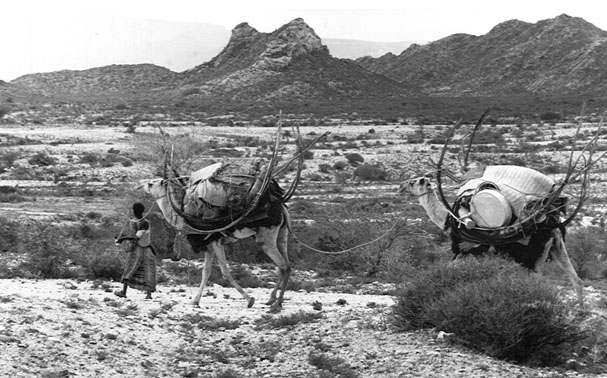
ハルゲイサからベルベラに向かうキャラバン
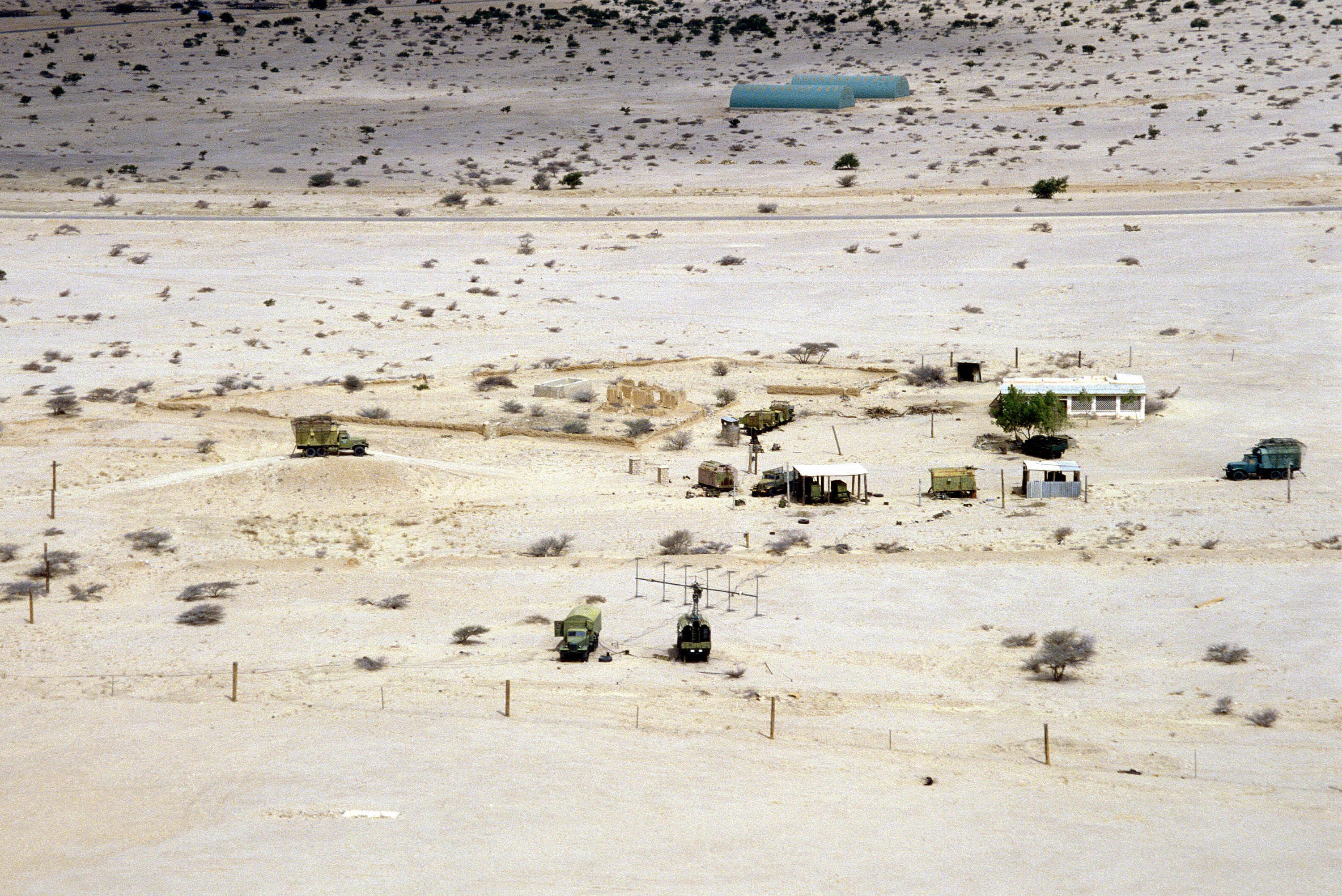
ソ連の援助でベルベラに作られたレーダー施設（1983年）
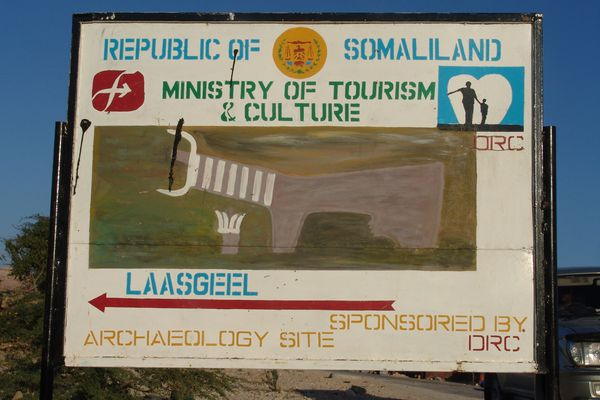
ラース・ゲール遺跡を宣伝するハルゲイサ市内の看板。